# Cheilolejeunea meyeniana
Cheilolejeunea meyeniana là một loài Rêu trong họ Lejeuneaceae. Loài này được (Gottsche, Lindenb. & Nees) R.M. Schust. & Kachroo mô tả khoa học đầu tiên năm 1961.